# Ugljan
Ugljan (em italiano:  Ugliano) é uma ilha da Croácia e do mar Adriático com cerca de 50,2 km² de área, sendo a maior do arquipélago de Zadar. Fica localizada no norte do mar Adriático perto do continente, a noroeste da ilha de Pašman e a sudeste das ilhas de Rivanj e Sestrunj. Está separada do continente pelo canal de Zadar, e ligada à ilha de Pašman por uma ponte sobre o estreito Ždrelac. Tinha 7583 habitantes em 2001. O seu ponto mais alto atinge 286 m de altitude. 